# Rivière des Sables (îles Kerguelen)
Pour les articles homonymes, voir Rivière des Sables.
La rivière des Sables est un fleuve des îles Kerguelen dans les Terres australes et antarctiques françaises (TAAF). Elle prend naissance sur le versant est du massif Rallier du Baty et se jette dans l'océan Indien dans l'anse du Gros Ventre au niveau de la plage de la Possession.

## Géographie
La rivière est issue du régime pluvio-glacière des glaciers du massif Rallier du Baty, situé dans la péninsule homonyme, qui produisent deux principaux cours donnant naissance à ce fleuve : d'une part la rivière des Sables dite « Branche est » alimentée par le glacier Arago et le glacier de la Langue ; et d'autre celle dite « Branche ouest » alimentée par le déversoir du lac de Plan-Praz et le glacier Brunhes. Elle s'écoule entièrement dans la vallée des Sables –  qui lui donne son nom depuis sa reconnaissance par Raymond Rallier du Baty en 1908 puis en 1913 – dans un axe orienté globalement nord-sud pour se jeter à l’extrémité ouest de la plage de la Possession, dans l'anse du Gros Ventre située dans l'océan Indien.